# Marlers
Marlers és un municipi francès situat al departament del Somme i a la regió dels Alts de França. L'any 2007 tenia 168 habitants.

## Demografia

### Població

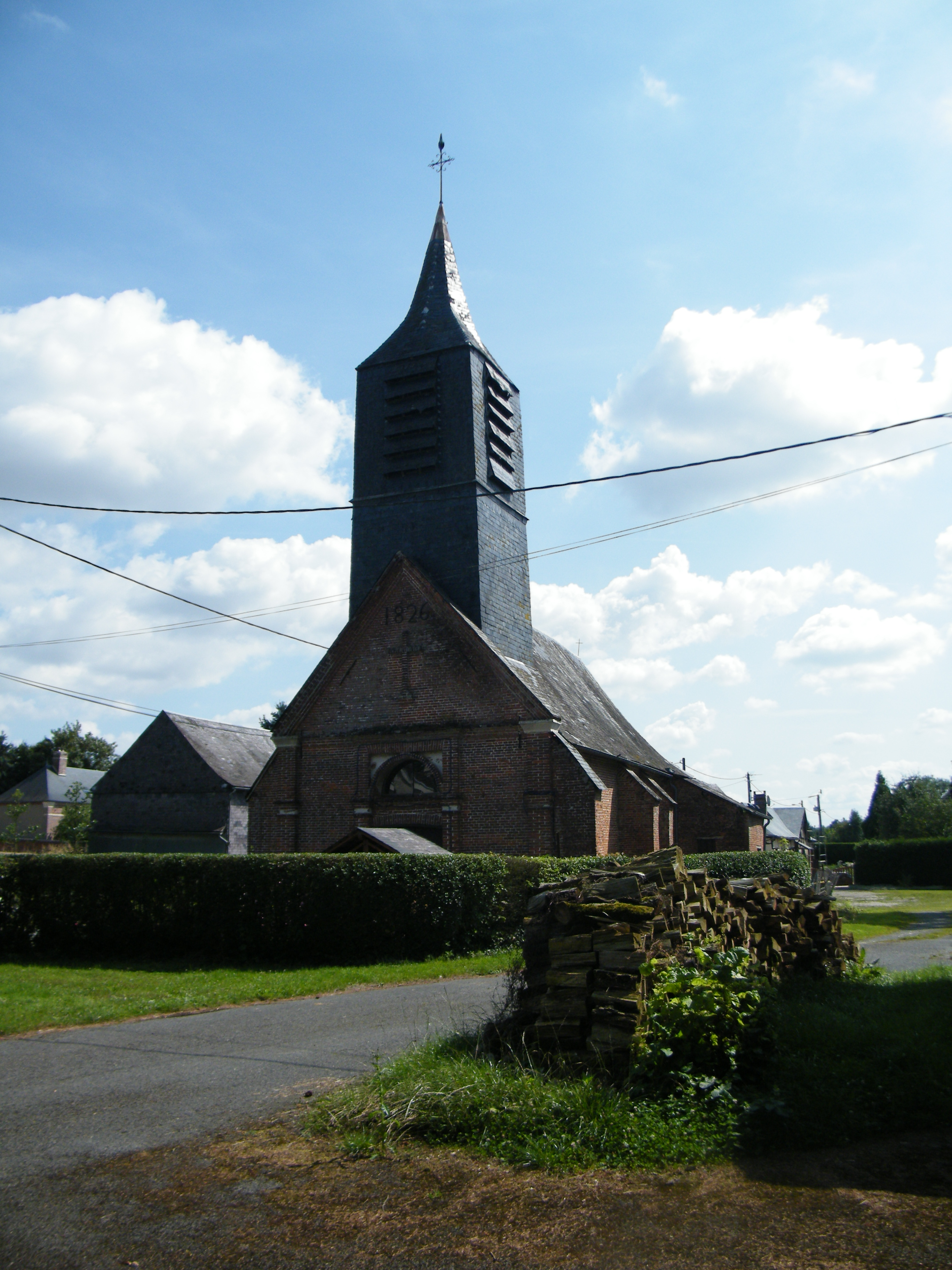

El 2007 la població de fet de Marlers era de 168 persones. Hi havia 56 famílies de les quals 12 eren unipersonals (8 homes vivint sols i 4 dones vivint soles), 16 parelles sense fills, 24 parelles amb fills i 4 famílies monoparentals amb fills.
La població ha evolucionat segons el següent gràfic:
Habitants censats

### Habitatges
El 2007 hi havia 66 habitatges, 58 eren l'habitatge principal de la família, 5 eren segones residències i 3 estaven desocupats. Tots els 66 habitatges eren cases. Dels 58 habitatges principals, 53 estaven ocupats pels seus propietaris i 5 estaven llogats i ocupats pels llogaters; 2 tenien dues cambres, 7 en tenien tres, 12 en tenien quatre i 37 en tenien cinc o més. 46 habitatges disposaven pel capbaix d'una plaça de pàrquing. A 22 habitatges hi havia un automòbil i a 30 n'hi havia dos o més.

### Piràmide de població
La piràmide de població per edats i sexe el 2009 era:
| Homes | Edats   | Dones |
| ----- | ------- | ----- |
| 0     | 95 o +  | 0     |
| 0     | 90 a 94 | 0     |
| 0     | 85 a 89 | 0     |
| 0     | 80 a 84 | 0     |
| 4     | 75 a 79 | 4     |
| 4     | 70 a 74 | 8     |
| 4     | 65 a 69 | 0     |
| 0     | 60 a 64 | 8     |
| 4     | 55 a 59 | 0     |
| 12    | 50 a 54 | 4     |
| 4     | 45 a 49 | 12    |
| 8     | 40 a 44 | 4     |
| 0     | 35 a 39 | 4     |
| 0     | 30 a 34 | 0     |
| 8     | 25 a 29 | 8     |
| 8     | 20 a 24 | 8     |
| 16    | 15 a 19 | 8     |
| 0     | 10 a 14 | 4     |
| 0     | 5 a 9   | 0     |
| 8     | 0 a 4   | 0     |

## Economia
El 2007 la població en edat de treballar era de 115 persones, 82 eren actives i 33 eren inactives. De les 82 persones actives 73 estaven ocupades (41 homes i 32 dones) i 9 estaven aturades (7 homes i 2 dones). De les 33 persones inactives 8 estaven jubilades, 6 estaven estudiant i 19 estaven classificades com a «altres inactius».

### Ingressos
El 2009 a Marlers hi havia 59 unitats fiscals que integraven 145 persones, la mediana anual d'ingressos fiscals per persona era de 16.725 €.

### Activitats econòmiques
Dels 2 establiments que hi havia el 2007, 1 era d'una empresa de construcció i 1 d'una empresa de serveis.
L'any 2000 a Marlers hi havia 6 explotacions agrícoles.

## Poblacions més properes
El següent diagrama mostra les poblacions més properes.